# مسجد الشيخ كريم المخدوم
مسجد الشيخ كريم المخدوم يقع المسجد في منطقة سيمونول توبيغ اندانغان في مدينة تاوي تاوي في الفلبين، يعد المسجد أقدم مسجد في الفلبين وقد بناه تاجر العربي اسمه الشيخ كريم المخدوم وذلك في عام 1380 .

## الإرث التاريخي
الأعمدة الأصلية القديمة التي بنيت عليها مسجد الشيخ كريم المخدوم لا تزال موجودة ومحفوظة داخل المبنى الجديد الذي بني فيما بعد، وأعلن أيضا المسجد معلم تاريخي وطني من قبل اللجنة الوطنية التاريخية، وكنز ثقافي وطني من قبل المتحف الوطني .

## وصلات خارجية
- صورة مسجد الشيخ كريم المخدوم